# Chinese Garden (Singapur)
Der Chinese Garden ist eine Gartenanlage in Jurong East im Westen Singapurs, die entsprechend den Grundlagen der chinesischen Gartenkunst angelegt wurde. Die vom taiwanesischen Architekten Yuen-Chen Yu entworfene 13,5 Hektar große Anlage wurde am 18. April 1975 eröffnet. Die nahegelegene MRT-Station trägt denselben Namen.

## Aufbau
Die Gartenanlage folgt der Architektur während der Song-Dynastie (960–1279) und orientiert sich zudem am Sommerpalast in Peking sowie den Klassischen Gärten von Suzhou. Sie liegt auf einer Insel im Jurong Lake und ist über einer Brücke mit dem Japanese Garden auf der Nachbarinsel verbunden. Hervorzuheben sind die folgenden Sehenswürdigkeiten:
- Steinlöwen: Zwei Steinlöwen aus Marmor empfangen die Besucher am Haupteingang im Westen.
- Weiße Regenbogen-Brücke: Die Brücke mit 13 Bögen führt vom Haupteingang auf die Insel. Sie nimmt sich die Siebzehn-Bogen-Brücke im Sommerpalast in Peking zum Vorbild.
- Hauptgebäude: Das Hauptgebäude mit seinen prägnanten Eingangstoren beherbergt einen kleinen Teich mit Zierfischen sowie zwei Innenhöfe.
- Stein-Boot und Teehaus: Zwei Elemente, die auch im Sommerpalast in Peking zu finden sind, gelegen am großen Teich des Gartens.
- Pagoden: Die 48 m hohe, siebenstöckige Pagode in der Nähe des Osteingangs ist bereits aus der Weite gut sichtbar und ein Kernelement der Gartenanlage. Am Westufer der Insel stehen die sogenannten Zwillingspagoden.
- Konfuzius-Statue: 1985 wurde eine 10 m hohe Bronze-Status des chinesischen Philosophen am großen Teich aufgestellt.
- Brücke der doppelten Schönheit: 1989 wurde diese Brücke errichtet, die den Chinese Garden mit dem Japanese Garden verbindet.
- Bonsai-Garten: 1992 eröffnet, beherbergt er über 2000 Bonsais aus China, Taiwan, Japan und Südostasien.
- The Live Turtle and Tortoise Museum: 2002 wurde das Museum eröffnet und beherbergt etliche Schildkröten-Arten.
- Garten der Vielfalt: 2002 wurde dieser Abschnitt im Ostteil geschaffen und ist für die Skulpturen der Chinesischen Sternzeichen bekannt.
- Acht Helden: 2007 wurden die Statuen legendärer, chinesischer Persönlichkeiten vom Marina’s City Park Sculpture Garden in den Chinese Garden umgezogen und befinden sich in der Nähe der siebenstöckigen Pagode.

## Neugestaltung
Wie auch der angrenzende Japanese Garden wird er derzeit (Stand 2019) saniert und ab 2021 Teil der Jurong Lake Gardens – zusammen mit dem 2019 eröffneten Lakeside Garden am Westufer des Jurong Lakes und der Garden Promenade am Ostufer, die ebenfalls 2021 öffnet.

## Galerie

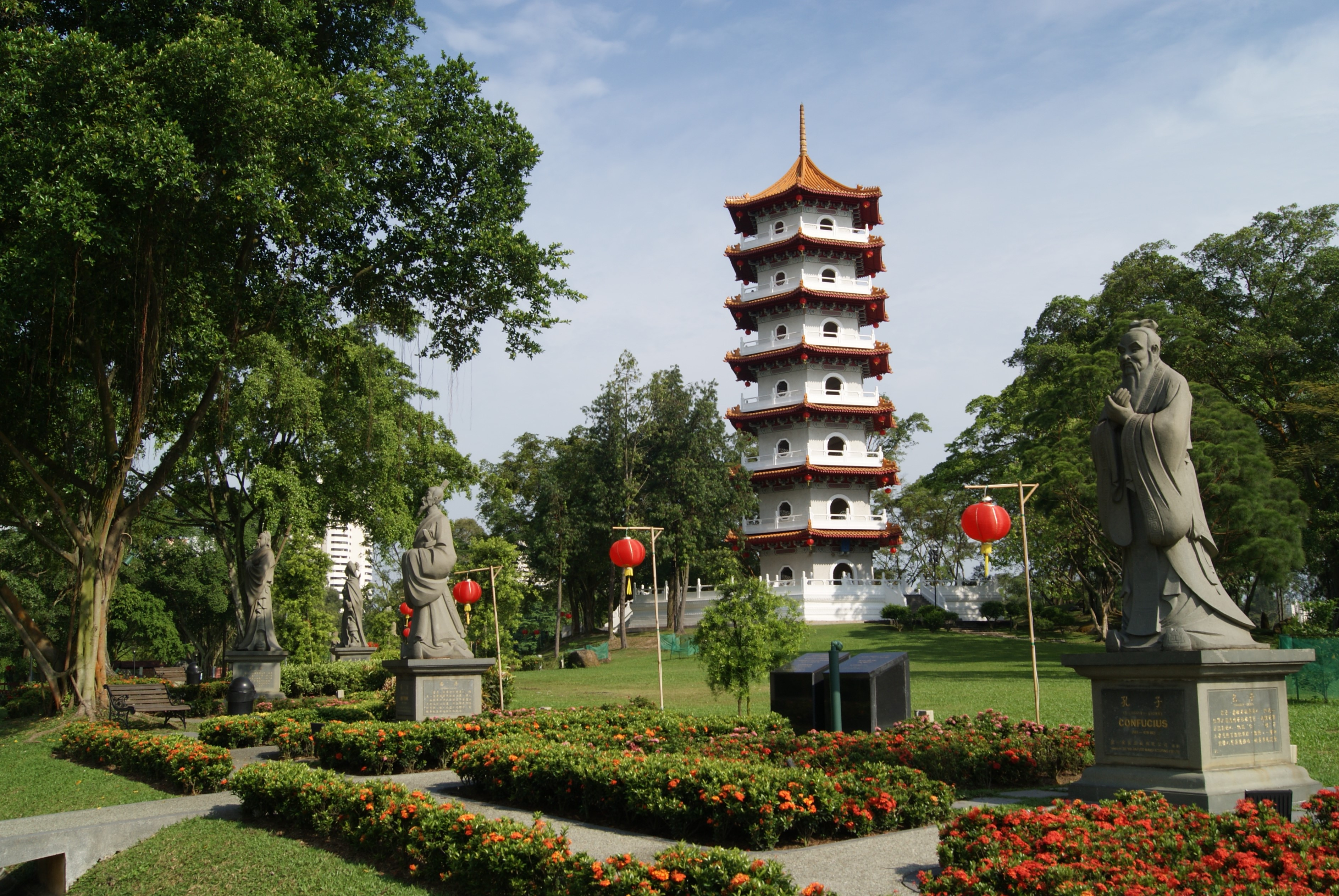
Siebenstöckige Pagode mit einigen Statuen der „Acht Helden“ im Vordergrund
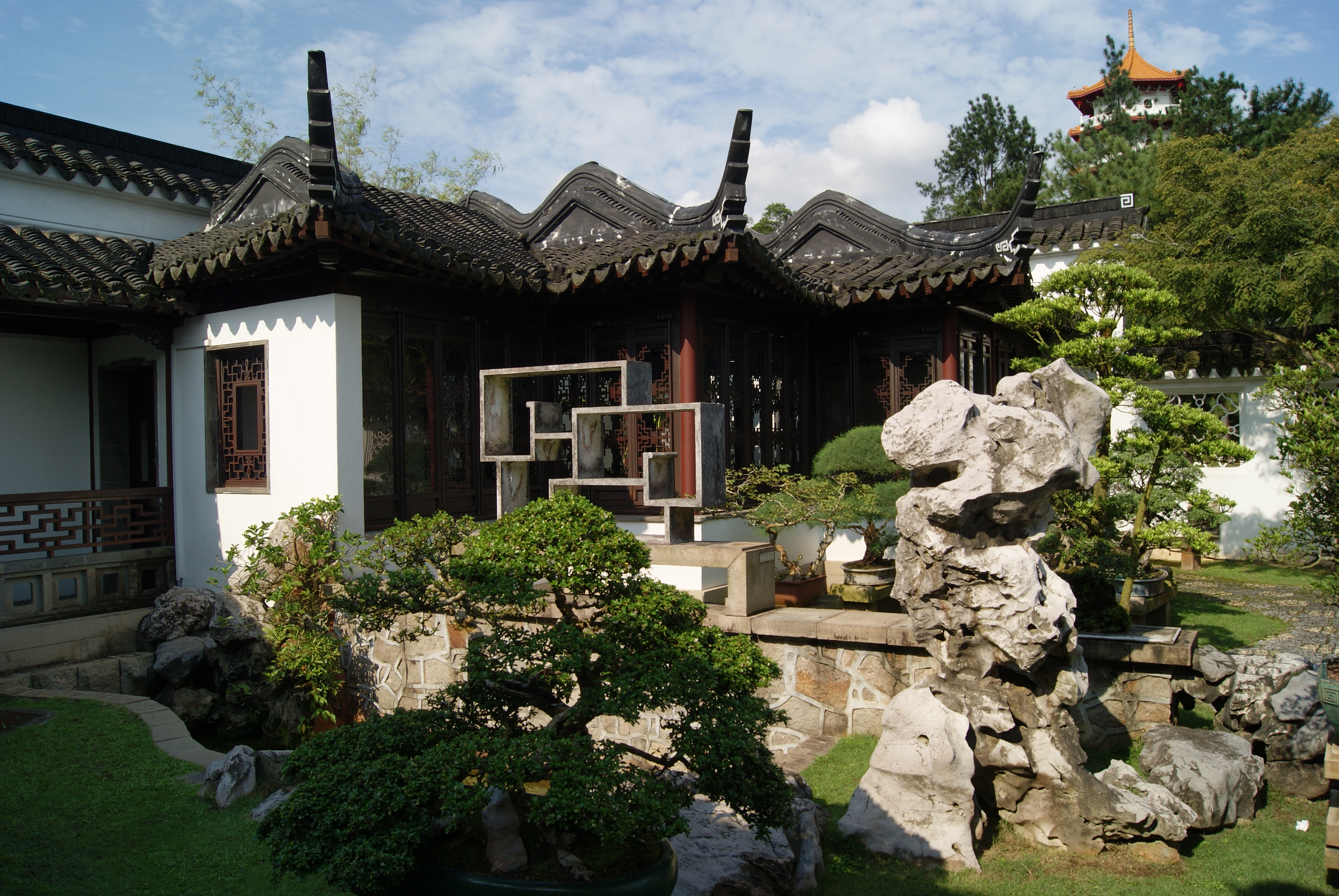
Bonsai-Garten
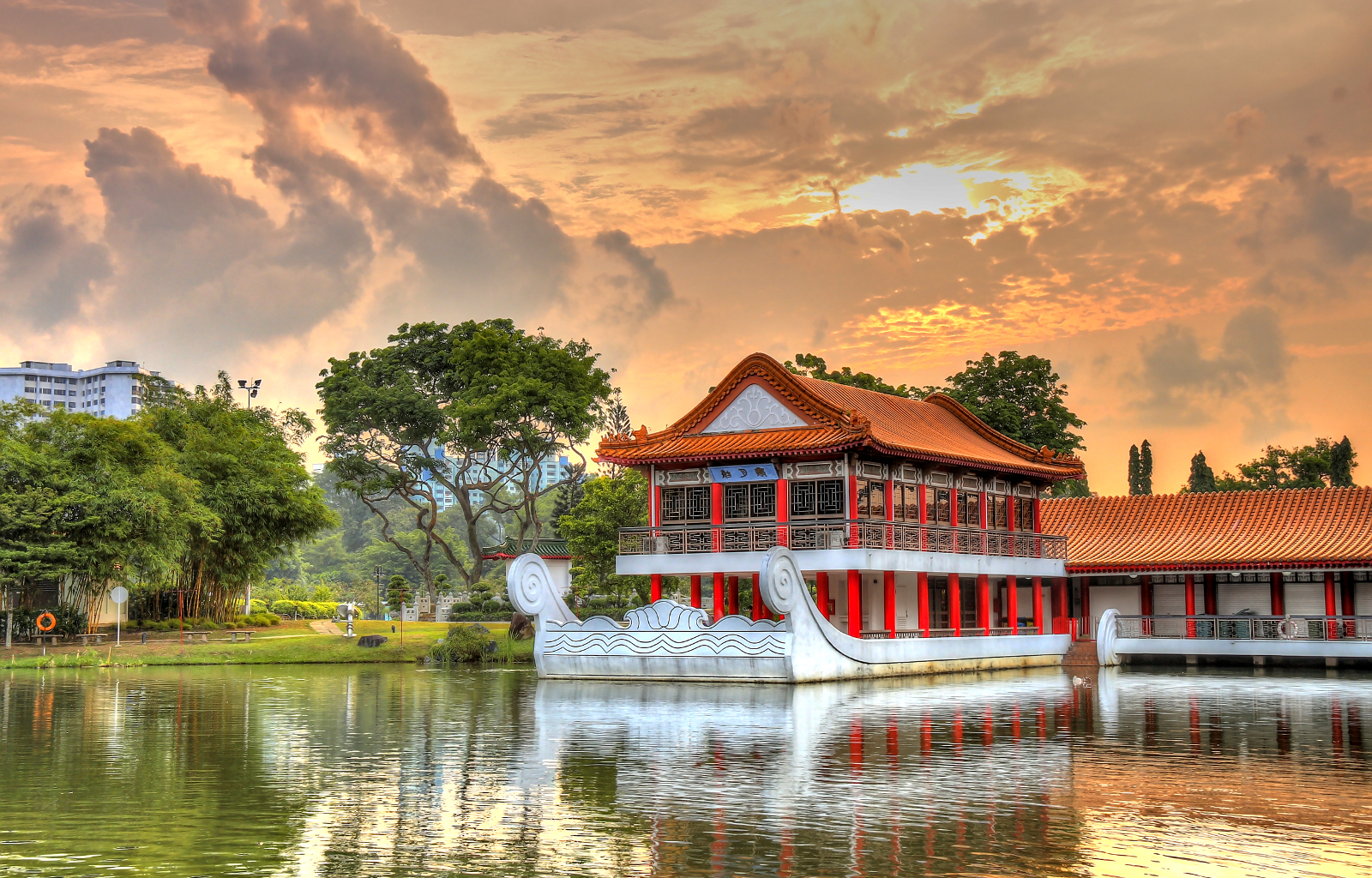
Steinboot
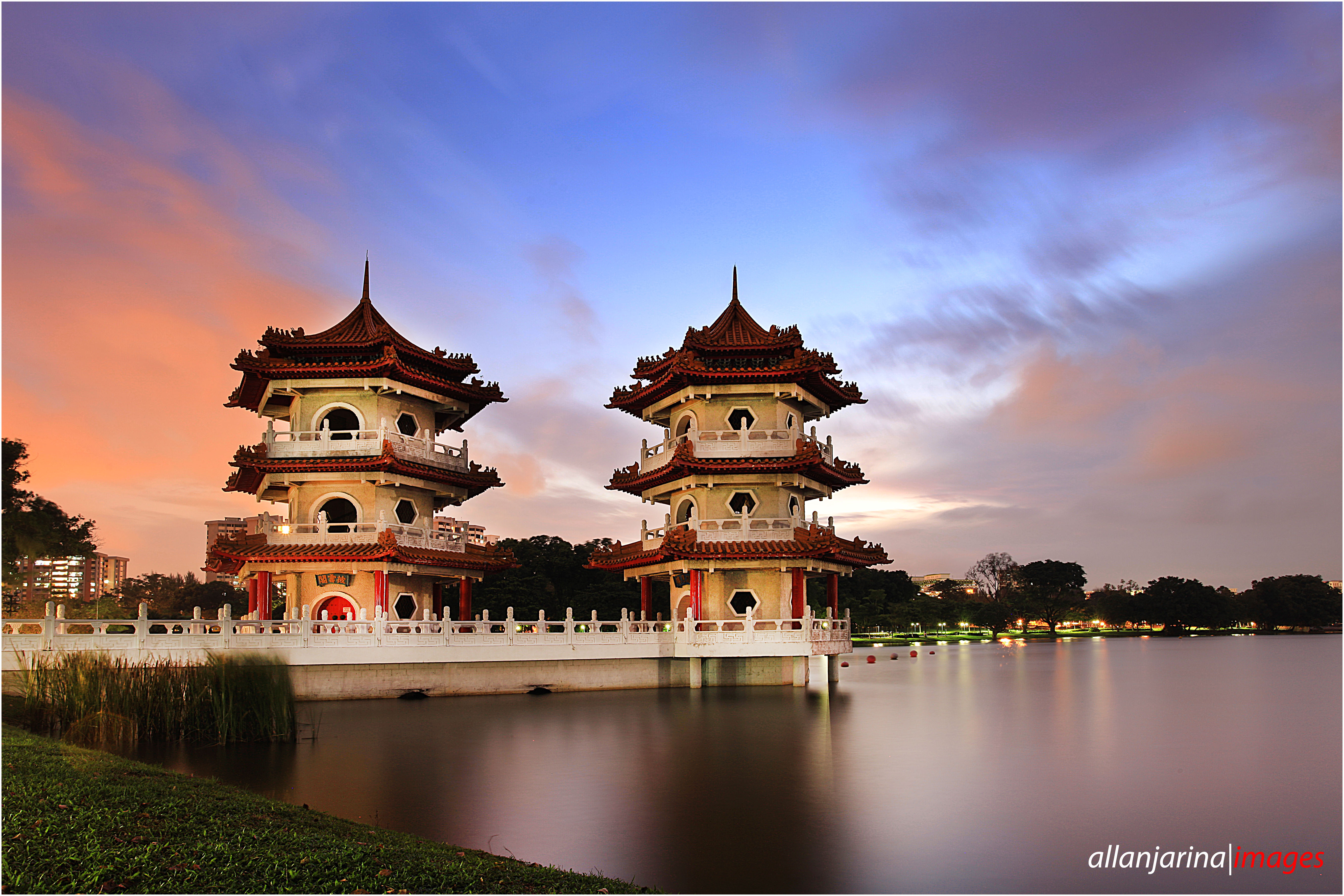
Zwillingspagoden
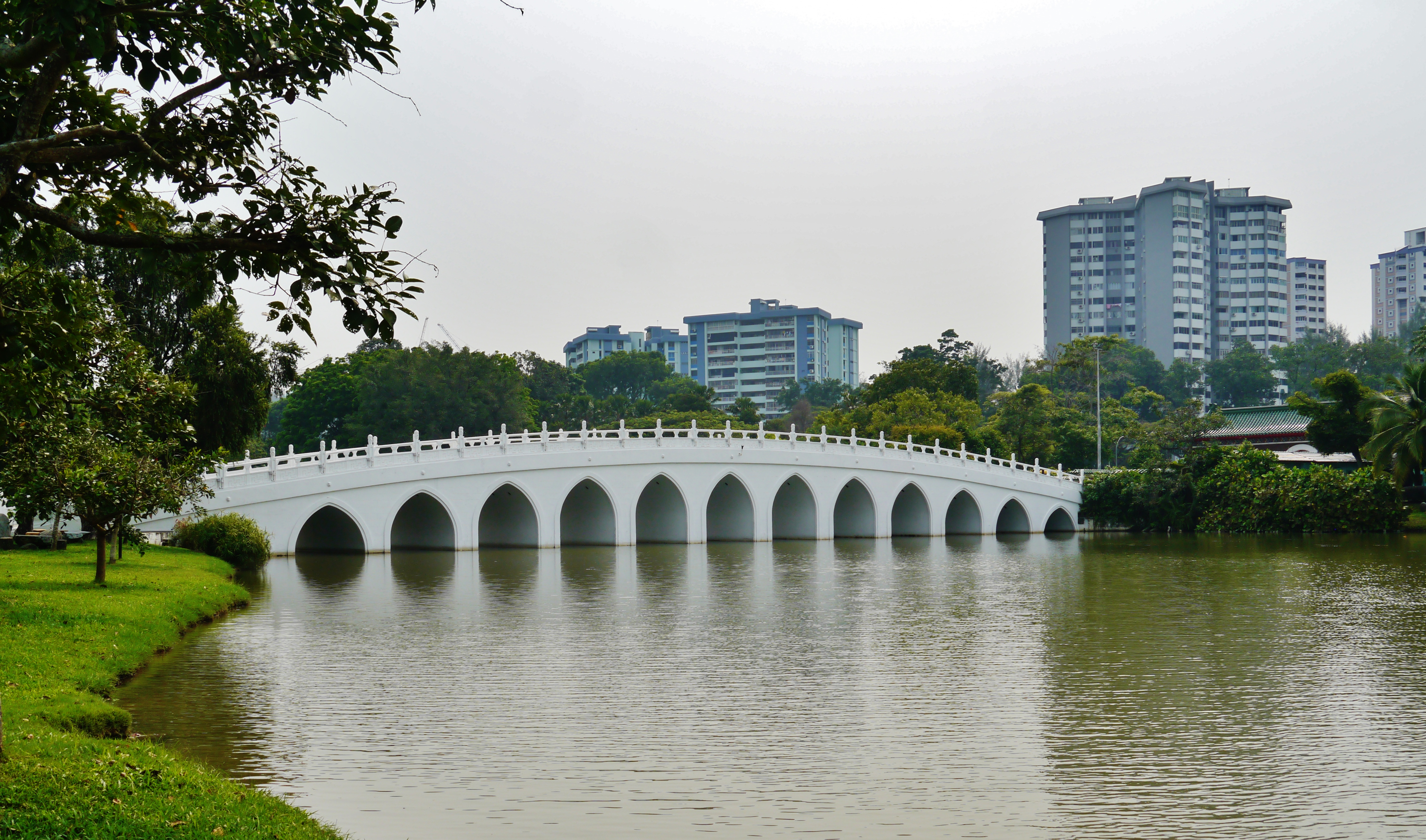
Weiße Regenbogenbrücke
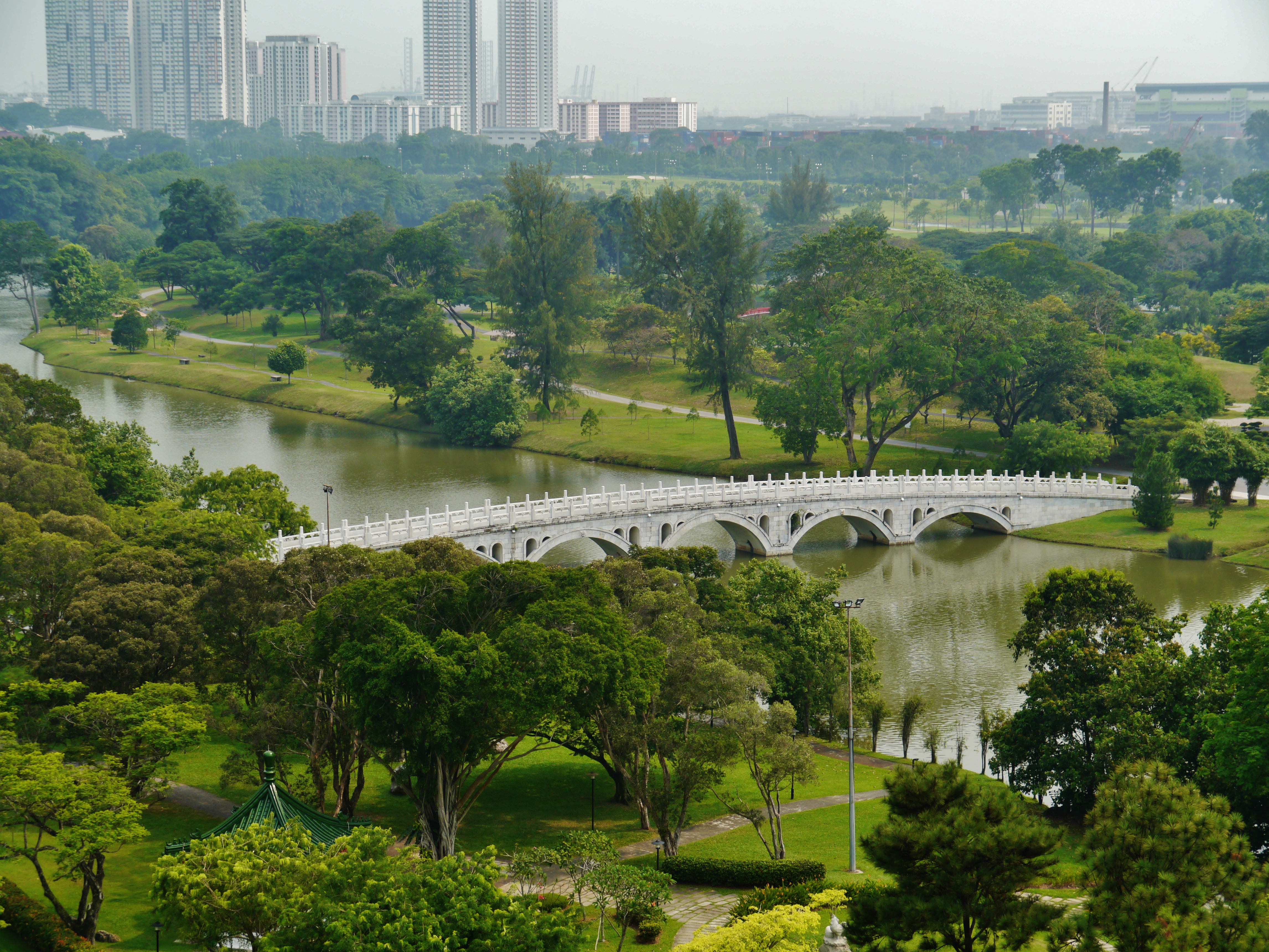
Brücke der doppelten Schönheit